# Амазон Мюллера
Амазон Мюллера, или мюллеров амазон (лат. Amazona farinosa) — птица семейства попугаевых.

## Внешний вид
Длина тела 38—42 см; вес 540—700 г. Основная окраска зелёная с бело-серым налётом, попугай производит впечатление посыпанного мукой. Перья затылка с широким серо-фиолетовым окаймлением. На передней части головы жёлтое пятно (у некоторых особей оно или незначительно или совсем отсутствует). Изгиб крыла — красно-жёлтый или красно-оливковый. Маховые перья фиолетово-белые на концах. На второстепенных маховых перьях 4—5 красных «зеркал». Окологлазные кольца белые. Клюв серый, у основания цвета кости. Радужка коричневая или красная. Ноги серые.

## Распространение
Встречается от Южной Мексики до Боливии и севера Бразилии.

## Образ жизни
Населяют влажные тропические сельвы до высоты 1200 м над уровнем моря. Держатся парами или большими стаями. Питаются, в основном, плодами, семенами, ягодами, орехами, цветками и почками.

## Размножение
В кладке обычно 3 яйца. Насиживает самка в течение 28 дней. Самец кормит самку в течение всего инкубационного периода.

## Название
Ни к какому Мюллеру отношения не имеет, название является неправильным переводом с немецкого Mülleramazone. Другое русское название, мельничный амазон — также не очень удачный вариант перевода. Исходное «Mülleramazone» указывает на окрас: зелёное оперение как бы припорошено беловатым налётом, похожим на муку́. Латинское Amazona farinosa буквально означает «мучной амазон».

## Классификация
Вид включает в себя 3 подвида.
- Amazona farinosa farinosa (Boddaert, 1783)
- Amazona farinosa guatemalae (P. L. Sclater, 1860)
- Amazona farinosa virenticeps (Salvadori, 1891)